# Гаук, Альберт
Альберт  Гаук (нем. Albert Heinrich Friedrich Stephan Ernst Louis Hauck; 1845—1918) — немецкий христианский богослов, историк церкви, археолог, экзегет и педагог; профессор Лейпцигского университета.

## Биография
Родился 9 декабря 1845 года в городке Вассертрюдинген во Франконии. Его отец Альберт Гаук (1810—1854) был юристом и нотариусом; он умер, когда сыну было 9 лет.
Альберт Гаук начал изучать теологию в 1864 году в Эрлангенском университете, а с 1866 года продолжал обучение в Берлинском университете, где его учителем стал Леопольд фон Ранке. В 1868 году сдал государственный экзамен в Ансбахе. В 1870 году стал викарием в Мюнхене, в 1871 году переехал в Фельдкирхен, а в 1875 году был назначен приходским священником в городе Бишофсхайм-ан-дер-Рён.
С 1878 года А. Гаук преподавал историю церкви и христианскую археологию в eниверситете Эрлангена, а в 1889 году был назначен профессором церковной истории в Лейпцигском университете; в 1898—1899 годах был ректором университета.
Дерптский университет 19 октября 1882 года присвоил Гауку звание почётного доктора богословия. 
В 1890 году он был принят в члены-корреспонденты Прусской академии наук, в следующем году стал членом Саксонской академии наук, а в 1894 году был избран в члены-корреспонденты Гёттингенской академии наук.
Среди многочисленных научных трудов Альберта Гаука выделяется его обширная «Realencyclopedie für protestant. Theologie und Kirche» (1896—1907), где имеется множество статей, касающихся еврейских древностей. Он также отредактировал и опубликовал третье издание Realenzyklopädie für protestantische Theologie und Kirche.
Умер 7 апреля 1918 года в Лейпциге.
Потомки Гаука продолжили его дело: сын Фридрих (1882—1954) посвятил свою жизнь теологии, а внук Карл (1916—2007) стал историком.